# Белези
„Белези“ е български сериал, семейна драма, която се излъчва през пролетта на 2021 г. по bTV. Сериалът е римейк на драматичната турска поредица Децата на сестрите от 2019 г.

## Сезони
| Сезон | Сезон | Име на сезона                 | ТВ канал | Година        | Епизоди | Премиера         | Финал       | Излъчване                 |
| ----- | ----- | ----------------------------- | -------- | ------------- | ------- | ---------------- | ----------- | ------------------------- |
|       | 1     | Времето не лекува всички рани | bTV      | 2021 (пролет) | 14      | 22 февруари 2021 | 24 май 2021 | Понеделник: 21:00 – 22:30 |

## Актьорски състав
- Анастасия Лютова – Надежда
- Вера Йорданова – Вера
- Пенко Господинов – Боян
- Валентин Ганев – Стоян
- Ирен Кривошиева – Мария
- Климентина Фърцова – Радост
- Иво Аръков – Никола
- Стоян Радев – Веселин
- Албена Колева – Гинка
- Ирина Атанасова – Силвия
- Балена Ланджева – Неда
- Виттория Николова – Анна
- Матей Мичев – Боби